# Долеруп
Долеруп (њем. Dollerup) општина је у њемачкој савезној држави Шлезвиг-Холштајн. Једно је од 134 општинска средишта округа Шлезвиг-Фленсбург. Према процјени из 2010. у општини је живјело 1.038 становника. Посједује регионалну шифру (AGS) 1059106.

## Географски и демографски подаци
Долеруп се налази у савезној држави Шлезвиг-Холштајн у округу Шлезвиг-Фленсбург. Општина се налази на надморској висини од 35 метара. Површина општине износи 13,1 km². У самом мјесту је, према процјени из 2010. године, живјело 1.038 становника. Просјечна густина становништва износи 79 становника/km².